# Me Before You
Me Before You (bra: Como Eu Era Antes de Você; prt: Viver Depois de Ti) é um filme britano-estadunidense de 2016, do gênero drama romântico, dirigido por Thea Sharrock, com roteiro de Jojo Moyes, Scott Neustadter e Michael H. Weberbase baseado no romance homônimo de Jojo Moyes.
Estrelado por Emilia Clarke, Sam Claflin, Jenna Coleman, Charles Dance, Matthew Lewis, Ben Lloyd-Hughes e Janet McTeer, Me Before You foi lançado dia 16 de junho de 2016 nos cinemas brasileiros pela  Warner Bros.

## Sinopse
Louisa cuida de Will, que ficou tetraplégico após um acidente de moto, e desconta sua amargura nas pessoas em volta.

## Elenco
- Emilia Clarke - Louisa Clark
- Sam Claflin - Will Traynor
- Jenna Coleman - Katrina Clark
- Matthew Lewis - Patrick
- Charles Dance - Steve Traynor
- Janet McTeer - Camilla Traynor
- Brendan Coyle - Bernard Clark
- Steve Peacocke - Nathan
- Vanessa Kirby - Alicia

## Dublagem brasileira
- Estúdio de dublagem: Delart[10]

## Recepção

### Resposta da crítica
No site agregador de críticas Rotten Tomatoes, 54% das 179 resenhas dos críticos são positivas, com uma classificação média de 5,5/10. O consenso do site diz: "Me Before You se beneficia da química atraente de Emilia Clarke e Sam Claflin, embora não seja suficiente para compensar o tratamento desajeitado de um assunto delicado." O Metacritic, que usa uma média ponderada, atribuiu ao filme uma pontuação de 51 em 100, baseado em 36 críticos, indicando críticas "mistas ou médias".